# Fredrique Hammarstedt
Maria Helena Fredrika (Fredrique) Hammarstedt, född Unge 23 november 1823 i Vaxholm, död 16 september 1901, var en svensk pedagog och skolledare. Hon grundade och drev den Hammarstedtska pensionen i Stockholm, som fick sitt namn efter henne, mellan 1855 och 1881. 

## Biografi
Fredrique Hammarstedt var dotter till tobakshandlaren Teodor Benjamin Unge (död 1827) och Antoinetta Lovisa Hård af Segerstad, och växte delvis upp på Rosersbergs slott, där modern var åldfru som änka. Hammarstedt var en av de första 33 eleverna i Wallinska skolan efter dess öppnande 1831. 
Från 1840 var hon verksam som guvernant. Bland hennes arbetsgivare märks orientalisten Henrik Gerhard Lindgren i Tierp, där hon var anställd 1845–1847, överste Tuné 1847–1854 och greve Lewenhaupt på Carlsund. På Carlslund hade Cecilia Fryxell sin flickskola, och Hammarstedt skall av henne ha lärt sig hur man drev en egen skola. 
År 1855 fick hon ett erbjudande från Johan August Posse, som erbjöd henne att ta över den skola hans syster Sophia Posse nyligen hade skött innan hon hastigt dog. Skolan låg i Brunkebergs hotell vid Brunkebergs torg. Hammarstedtska pensionen, även kallad Hammarstedtska flickpensionen eller bara Hammarstedtska skolan, hade plats för omkring 100 elever, av vilka en del var helinackorderingar. Den hade högt anseende och uppfattades under 1860-talet som en av de mest exklusiva på modet i det dåtida Stockholm, och hade elever även från Finland. Undervisningen beskrevs som progressiv och skolans tysklärare Rothlieb hade stort anseende.    
Hammarstedt beskrivs som en moderlig pedagog som kunde skapa en hemlik atmosfär i sin skola och förmådde göra undervisningen levande. Under en tid då frikyrkorna etablerades i Stockholm höll hon hårt på den statskyrkan och prioriterade kristendomsundervisningen. Hon upprätthöll en strikt hygien, vilket då var en innovation. Hon bedrev även en viss välgörenhetsbespisning i skolans lokaler, som samtidigt var hennes bostad. Bland skolans elever fanns Gurli Linder och Anna Billing. Hon avvecklade sin skola 1881 när hon inte längre kunde klara av hyran för dess lokal. 
Hon var från 1855 gift med Gustaf Hammarstedt, kyrkoherde i Danvikens församling, som också var lärare i hennes skola, och fick med honom sex döttrar; paret levde på skilda håll under hennes verksamhetstid på grund av sina yrken. Detta faktum påpekades en gång för henne då hon som gammal uttryckte ogillande över kvinnorörelsen: 
"Då svarade en av hennes f. d. helpensionärer:
"— Och ändå vet jag ingen så emanciperad som tant."
"?"
"— Jo, att bosatta sig på annan ort än sin man, leva där så gott som hela äktenskapet och själv försörja sig och sina barn — det är väl ändå ganska emanciperat!"